# Hermann’s Erben
Hermann’s Erben war ein deutscher Verlag, der das Hamburger Adressbuch und die Hamburger Nachrichten herausgab.

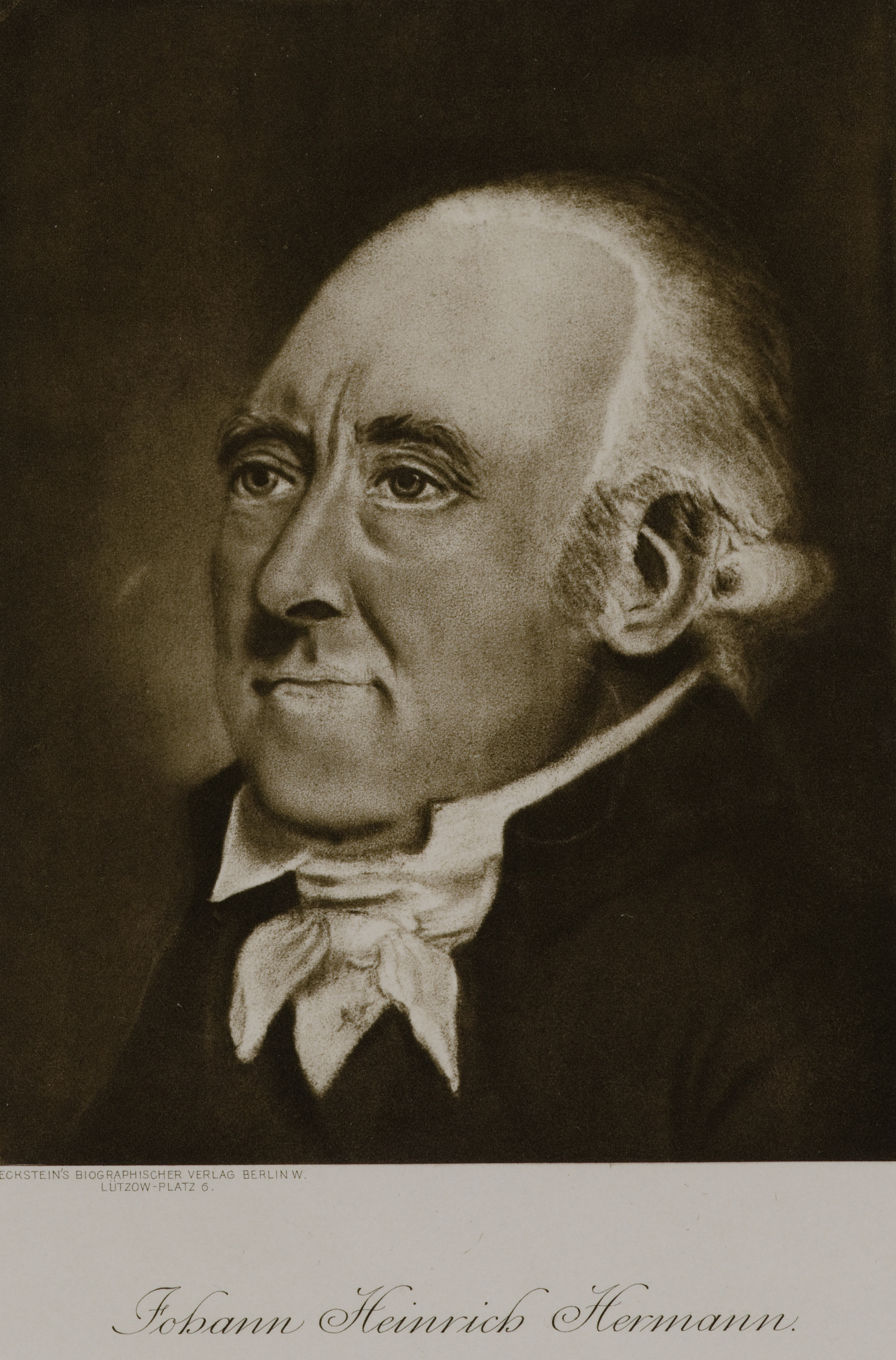
Johann Heinrich Hermann

## Geschichte
Der gelernte Kaufmann, Buchdrucker und Verleger Johann Heinrich Hermann (1750–1821) eröffnete 1786 am Fischmarkt 10 in Hamburg ein Comptoir und brachte im selben Jahr sein Neues Hamburgisches Addres-Buch auf das Jahr 1787 heraus. Dabei kopierte Hermann die Anordnung des Kaufmannsalmanachs und listete Name, Straße des Kontors und Banco Conto alphabetisch auf. Um den Umfang angezeigter Adressen über den rein merkantilen Bereich hinaus auszudehnen, wurde das jährlich erscheinende Adressbuch ständig modifiziert und diversifiziert. 1798 erhielt Hermann vom Hamburger Senat das Privileg zur alleinigen Herausgabe des hamburgischen Adressbuchs, und von 1789 bis 1802 druckte Hermann in einem separaten Abschnitt zusätzlich auch „Altonaer Adressen“. Das Hamburger Adressbuch erschien bis 1966 (nach 1939 bei Dumrath & Fassnacht).
Am 29. Februar 1792 gründete Hermann eine Zeitung – Wöchentliche gemeinnützige Nachrichten von und für Hamburg. Nachdem der Senat der Herausgabe zugestimmt hatte, wurde das Blatt in der verlagseigenen Buch- und Akzidenzdruckerei hergestellt. Es handelte sich zunächst um ein zweimal wöchentlich erscheinendes Anzeigenblatt mit unpolitischen und unterhaltsamen Meldungen über Lokalereignisse und Kuriositäten aus Stadt und Region. Ab 1811 kam das Blatt viermal wöchentlich heraus, ab 1814 wurde es zur Tageszeitung. Seit 1851 firmierte die Zeitung von Hermanns Erben ausschließlich unter dem Namen Hamburger Nachrichten, unter dem sie als eine der wichtigsten und langjährigsten Hamburger Zeitungen berühmt wurde.
Nach Hermanns Tod im Jahr 1822 übernahm sein Schwiegersohn Ambrosius Heinrich Hartmeyer (1786–1855) die Leitung des Unternehmens, das nun als Hermann’s Erben firmierte. 1852 folgte dessen Sohn, der Advokat Heinrich Emil Hartmeyer nach. Der Firmensitz wurde 1884/1885 vom Fischmarkt 10 zum Speersort 11 verlegt. 1903 übernahm der Enkel Alfred Victor Hermann Hartmeyer (1875–1965) das Unternehmen. Nach dem Ersten Weltkrieg konnte der Verlag seine Nebenerwerbszweige ausbauen. Neben dem Verlag für das Adress- und Fernsprechbuch und der Akzidenzdruckerei, die in Lohndruck verlagsfremde Periodika herstellte, kam 1919 ein Buchverlag und der Seedienstverlag mit Schiffsjahrbuch hinzu, von 1919 bis 1923 die Industrie- und Gewerbezeitung und 1922 das Übersee-Jahrbuch. Der Verlag hatte etwa 500 Angestellte, 100 bis 120 im kaufmännischen und 350 bis 450 im technischen Bereich sowie 20 Festangestellte in der Redaktion der Hamburger Nachrichten.
1934 übernahm der Verlag die Zeitungen des Verlags der Hamburger Börsenhalle. In diesem Zug stellte der Hamburgische Correspondent sein Erscheinen ein. Aufgrund des Schriftleitergesetzes wurde der Verleger Hermann Hartmeyer gezwungen, sich aus der Redaktion der Hamburger Nachrichten, die er bis dahin geleitet hatte, zurückzuziehen. Er fungierte weiter als Verleger, durfte sich aber nicht in redaktionelle Belange einmischen. Die Auflage der Hamburger Nachrichten ging in nationalsozialistischer Zeit von über 40.000 auf etwa 30.000 zurück. Die letzte Nummer des Blatts erschien als Abendausgabe am 9. Februar 1939, einem Donnerstag, was vermuten lässt, dass die Einstellung überraschend kam. Mit Hilfe des Reichsverbandes der Adressbuchverleger, der der Reichsschrifttumskammer unterstand, und eines Gerichtsverfahrens wurde der Verleger Hermann Hartmeyer, der in weltanschauliche Konflikte mit den Nationalsozialisten geraten war, gezwungen, den Verlag weit unter Wert an die Unternehmensgruppe Dumrath & Fassnacht zu verkaufen. Der Prozess wurde 1952 wieder aufgenommen und endete mit einem Vergleich. Dumrath & Fassnacht blieben Verleger des Hamburger Adressbuchs bis zu seinem Ende 1966. Das Haus am Speersort wurde enteignet und abgerissen. An seiner Stelle wurde ein Neubau des „Pressehauses“ errichtet.

## Autoren (Auswahl)
- Fritz Roßberg (Hrsg.): Wandervorschläge der „Hamburger Nachrichten“. 1937
- Hamburg aus der Vogelschau. Hrsg. Hamburger Nachrichten, 1934.
- Hinrich Fick, Albert Panning, Nicolaus Peters: Wollhandkrabbe und Elbfischerei. 1932.
- Ernesto Tobler: Wehe, wenn ...! 1931.
- Theodor Duesterberg: Stahlhelm-Politik. Ansprache, hrsg. vom National-Club 1919 Hamburg, 1931.
- Werner Bosch: Abbau und Umbau: Gedanken führender Wirtschaftspolitiker zur Finanzreform. 1930.
- Fritz Rode: Die Entwicklung der deutschen Seeschiffahrt nach Afrika. Marburg, Phil. Diss., 1930
- Friedrich Grimm: Zehn Jahre Kampf um den Rhein, eine deutsche Schicksalsfrage. 1929.
- Hans Schimank: Bilder zur Geschichte der Naturwissenschaften in Hamburg. 1927.
- W. Holthusen: Die Wasserversorgung Hamburgs. 1926
- Heinrich Claß: Bismarck-Erinnerungsfeier am 31. März 1922. Vortrag, hrsg. vom National-Club von 1919 Hamburg, 1922.
- Johannes Semler: Meine Beobachtungen in Süd-West-Afrika: Tagebuchnotizen und Schlußfolgerungen. 1906